# Clasificación de Concacaf para la Copa Mundial de Fútbol de 1950
Para la Copa Mundial de Fútbol de 1950 en Brasil, la Concacaf disponía de 2 plazas de las 13 totales del mundial. Fue la segunda vez que la Concacaf realizó un torneo clasificatorio a una Copa Mundial de Fútbol y esta se dividió en una sola ronda de todos contra todos en partidos de ida y vuelta. Sólo participaron las selecciones de Cuba, Estados Unidos y México.

## Resultados
| Equipo         | Pts. | PJ | PG | PE | PP | GF | GC | Dif |
| -------------- | ---- | -- | -- | -- | -- | -- | -- | --- |
| México         | 8    | 4  | 4  | 0  | 0  | 17 | 2  | 15  |
| Estados Unidos | 3    | 4  | 1  | 1  | 2  | 8  | 14 | -7  |
| Cuba           | 1    | 4  | 0  | 1  | 3  | 3  | 11 | -8  |

| Fecha                    | Lugar            |                |                           | Resultado |                           |                |
| ------------------------ | ---------------- | -------------- | ------------------------- | --------- | ------------------------- | -------------- |
| 4 de septiembre de 1949  | Ciudad de México | México         | Bandera de México         | 6:0 (3:0) | Bandera de Estados Unidos | Estados Unidos |
| 11 de septiembre de 1949 | Ciudad de México | México         | Bandera de México         | 2:0 (1:0) | Bandera de Cuba           | Cuba           |
| 14 de septiembre de 1949 | Ciudad de México | Cuba           | Bandera de Cuba           | 1:1 (1:1) | Bandera de Estados Unidos | Estados Unidos |
| 18 de septiembre de 1949 | Ciudad de México | México         | Bandera de México         | 6:2 (3:0) | Bandera de Estados Unidos | Estados Unidos |
| 21 de septiembre de 1949 | Ciudad de México | Estados Unidos | Bandera de Estados Unidos | 5:2 (4:1) | Bandera de Cuba           | Cuba           |
| 25 de septiembre de 1949 | Ciudad de México | México         | Bandera de México         | 3:0 (1:0) | Bandera de Cuba           | Cuba           |

## Goleadores
| Jugador           | Selección      | Goles marcados | PJ |
| ----------------- | -------------- | -------------- | -- |
| Horacio Casarín   | México         | 4              | 3  |
| Luis de la Fuente | México         | 4              | 3  |
| José Naranjo      | México         | 2              | 1  |
| Luis Luna         | México         | 2              | 2  |
| Pete Matevich     | Estados Unidos | 2              | 2  |
| Antonio Flores    | México         | 2              | 4  |
| John Souza        | Estados Unidos | 2              | 4  |
| Frank Wallace     | Estados Unidos | 2              | 4  |

## Clasificados
| Bandera de México | Bandera de Estados Unidos |
| México            | Estados Unidos            |
| Primer puesto     | Segundo puesto            |

| Predecesor: Italia 1934 | Clasificación de Concacaf para la Copa Mundial de Fútbol Brasil 1950 | Sucesor: Suiza 1954 |

- Datos: Q5771484